# Ingrid Annel
Ingrid Annel (* 1955 in Erfurt) ist eine deutsche Autorin und Dramaturgin.

## Leben
Nach dem Abitur nahm Ingrid Annel ein Lehrerstudium in den Fächern Physik/Mathematik sowie Germanistik/Kunsterziehung auf. In dieser Zeit widmete sie sich außerdem der physikalischen Forschung. Nach dem Studium ging sie als Bauarbeiterin an die Erdgastrasse in der Ukraine. Nach diesem Einsatz ging sie als Forschungsstudentin im Fach Literaturwissenschaft zurück an die Hochschule. Später arbeitete sie als Lektorin und Buchhändlerin. Für das Erfurter Kabarett Die Arche und das Kinder- und Jugendtheater an den Städtischen Bühnen Erfurt war sie als Dramaturgin tätig, später auch als selbstständige Musiklehrerin und als Bücherclown.
Ingrid Annel ist seit 1998 als freiberufliche Autorin tätig und hat eine Vielzahl von Texten in Anthologien und eigene Bücher veröffentlicht. Sie engagiert sich in mehreren literarischen Vereinen und Verbänden sowie als Jurorin bei Literaturpreisen. So leitet sie die Jury des Kinder-Schreibwettbewerbs Thüringer Buchlöwe und gehört der Jury des Eobanus-Hessus-Schreibwettbewerbes an.
Sie ist verheiratet mit dem Journalisten und Kabarettisten Ulf Annel und lebt in Erfurt-Tiefthal.

## Veröffentlichungen (Auswahl)
Gedichte und Geschichten in Jahrbüchern des Kinderbuchverlages Berlin:
- Hinter einem Mäuerlein sitzt ein dickes Bäuerlein, 1984.
- Gespenst Mariechen spielt Posaune, 1986.
- Vergnüglich brummt das Bärentier, 1987.
- Kater Kasimir geht angeln, 1988.
- Im Fußballtor steht Maus Mathilde, 1989.

Im Verlagshaus Thüringen:
- Saalfeld, 1991
- Kyffhäuser und Vorland, 1992.
- Apolda, 1993.
- Erfurt, 1999.
- Ein Kind, zwei Zwerge, drei Hühner, märchenhafte Geschichten, Wartburg Verlag Weimar, 2003.
- Gutenachtgeschichten, Schwager & Steinlein Verlag, Köln, 2007.
- Er scheint zur Poesie Genie zu haben, Anekdoten über Friedrich Schiller (Mitautorin), Eulenspiegel-Verlag, 2009.

Bei Schwager & Steinlein Verlag Köln:
- Fröhliche Kinderweihnacht, 2009.
- Minuten-Geschichten für Kinder, 2009.
- 365 Kindergeschichten, 2011.
- Die schönsten Bauernhofgeschichten rund ums Jahr, 2011.
- Schöne Geschichten zur guten Nacht (mit Lena Steinfeld), 2019, ISBN 978-3-8499-2210-8.
- Schöne Geschichten zum Vorlesen, 2019, ISBN 978-3-8499-2213-9.
- Schöne Geschichten zum Kuscheln, 2019, ISBN 978-3-8499-2214-6.
- Schöne Geschichten für Mädchen, 2019, ISBN 978-3-8499-2212-2.
- Schöne Geschichten für Jungen, 2019, ISBN 978-3-8499-2211-5.

Bei weiteren Verlagen:
- Auf der Spur des Drachen, (illustriert von Ulrike Hirsch), Anthologie „Paula in der Aula“, Hrsg. FBK für Thüringen e. V., dorise-Verlag 2010.
- Esel Erasmus braucht Lesefutter, OHRENBÄR-Rundfunk-Geschichte, RBB 2011.
- Das Badewannenwunder, Anthologie, DreieckVerlag Wiltingen 2011.
- Nehmt ihr am Wochenende die Kinder, Anthologie, Eulenspiegelverlag Berlin 2012.
- Glücksdrachenpech, Bertuchverlag Weimar 2012.
- Mit 24 Geschichten durch den Advent, Anthologie, Esslinger Verlag Esslingen 2012.
- Die schönsten Märchenklassiker, Grätz Verlag Witzenhausen 2014.
- 111 Museen in Thüringen, die man gesehen haben muss, 2015.
- Lenas größter Wunsch, Amiguitos Verlag Hamburg 2015.
- Hexensee, Anthologie Bis bald im Wald, KLAK-Verlag Berlin 2015.
- Sagen aus Thüringen : von Riesen, Zwergen und versunkenen Schätzen, Emons Verlag Köln 2016, ISBN 978-3-95451-877-7.
- Esel Erasmus unterwegs im sagenhaften Erfurt, Bertuchverlag Weimar 2018, ISBN 978-3-86397-088-8.
- Floriane Blütenblatt und die Zeit im magischen Garten, Grätz Verlag Witzenhausen 2020, ISBN 978-3-948246-36-5.
- Jonna im Labyrinth der Zeit, Bertuchverlag Weimar 2021, ISBN 978-3-86397-144-1.
- Floriane Blütenblatt und die kleinste Hexe der Welt, Grätz Verlag Witzenhausen 2022, ISBN 978-3-949568-11-4.